# 896
| [ Edytuj tabelę ]          |                                                                                        |
| Król Anglii                | - 871 Alfred Wielki 899                                                                |
| Hrabia Aragonii            | - 893 Galindo II 922                                                                   |
| Król Armenii               | - 890 Symbat I Męczennik 913                                                           |
| Hrabia Barcelony           | - 878 Wilfred Włochaty 897                                                             |
| Książę Bawarii             | - 889 Luitpold 907                                                                     |
| Książę Burgundii           | - 880 Ryszard I Prawodawca 921                                                         |
| Cesarz Bizancjum           | - 886 Leon VI Filozof 912 - 886 Aleksander 913                                         |
| Chan Bułgarii              | - 893 Symeon I 913                                                                     |
| Cesarz Chin                | - 888 Tang Zhaozong 904                                                                |
| Książę Czech               | - 895 Spitygniew I 915                                                                 |
| Władca Egiptu              | - 884 Chumarawajh 896 - 896 Dżajsz Ibn Chumarawajh 896 - 896 Harun Ibn Chumarawajh 904 |
| Król Franków wschodnich    | - 887 Arnulf z Karyntii 899                                                            |
| Król Franków zachodnich    | - 888 Odon 898 - 893 Karol III Prostak 922                                             |
| Cesarz Japonii             | - 887 Uda 897                                                                          |
| Kalif                      | - 892 Al-Mu’tadid 902                                                                  |
| Król Khmerów               | - 889 Jaszowarman I 910                                                                |
| Wielki książę Kijowa       | - 882 Oleg Mądry 912                                                                   |
| Patriarcha Konstantynopola | - 893 Antoni II Kauleas 901                                                            |
| Król Leónu                 | - 866 Alfons III Wielki 910                                                            |
| Król Mercji                | - 879 Aethelred 911                                                                    |
| Król Nawarry               | - 880 Fortún Garcés 905                                                                |
| Król Norwegii              | - 872 Harald Pięknowłosy 930                                                           |
| Papież                     | - 891 Formozus 896 - 896 Bonifacy VI 896 - 896 Stefan VI (VII) 897                     |
| Cesarz rzymski             | - 892 Lambert 898 - 896 Arnulf 899                                                     |
| Książę Saksonii            | - 880 Otto Dostojny 912                                                                |
| Król Szkocji               | - 889 Donald II 900                                                                    |
| Doża Wenecji               | - 888 Pietro Tribuno 912                                                               |
| Książę Węgier              | - 894 Almos 896 - 896 Arpad 907                                                        |
| Książę wielkomorawski      | - 894 Mojmir II 906 - 894 Świętopełk II 906                                            |

Rok 896 / DCCCXCVI
stulecia: VIII wiek ~
IX wiek ~
X wiek

lata: 886 «
891 «
892 «
893 «
894 «
895 «
896
» 897
» 898
» 899
» 900
» 901
» 906

## Wydarzenia
- 22 lutego – papież Formozus koronował Arnulfa z Karyntii na cesarza rzymskiego.
- 11 kwietnia – Bonifacy VI został papieżem.
- Madziarzy (Węgrzy) przybyli na teren dzisiejszych Węgier i najechali Państwo Wielkomorawskie.

## Urodzili się
- Fengxue Yanzhao – chiński mistrz chan ze szkoły linji (zm. 973)

## Zmarli
- 4 kwietnia – Formozus, papież (ur. ?)[1]
- 26 kwietnia – Bonifacy VI, papież (ur. ?)[2]